# Sigedong (Mancak)
Sigedong is een bestuurslaag in het regentschap Serang van de provincie Banten, Indonesië. Sigedong telt 2860 inwoners (volkstelling 2010).